# Староселье (Угранский район)
Старосе́лье — деревня в Угранском районе Смоленской области Российской Федерации. Входит в состав Знаменского сельского поселения.
С 2004 по 2017 год — в составе упразднённого Слободского сельского поселения.

## География
Населённый пункт находится в 1 км от Калужской области. Расстояние до:
- районного центра (Угра) — 40 км,
- областного центра (Смоленск) — 180 км,
- столицы (Москва) — 200 км.